# Tantó

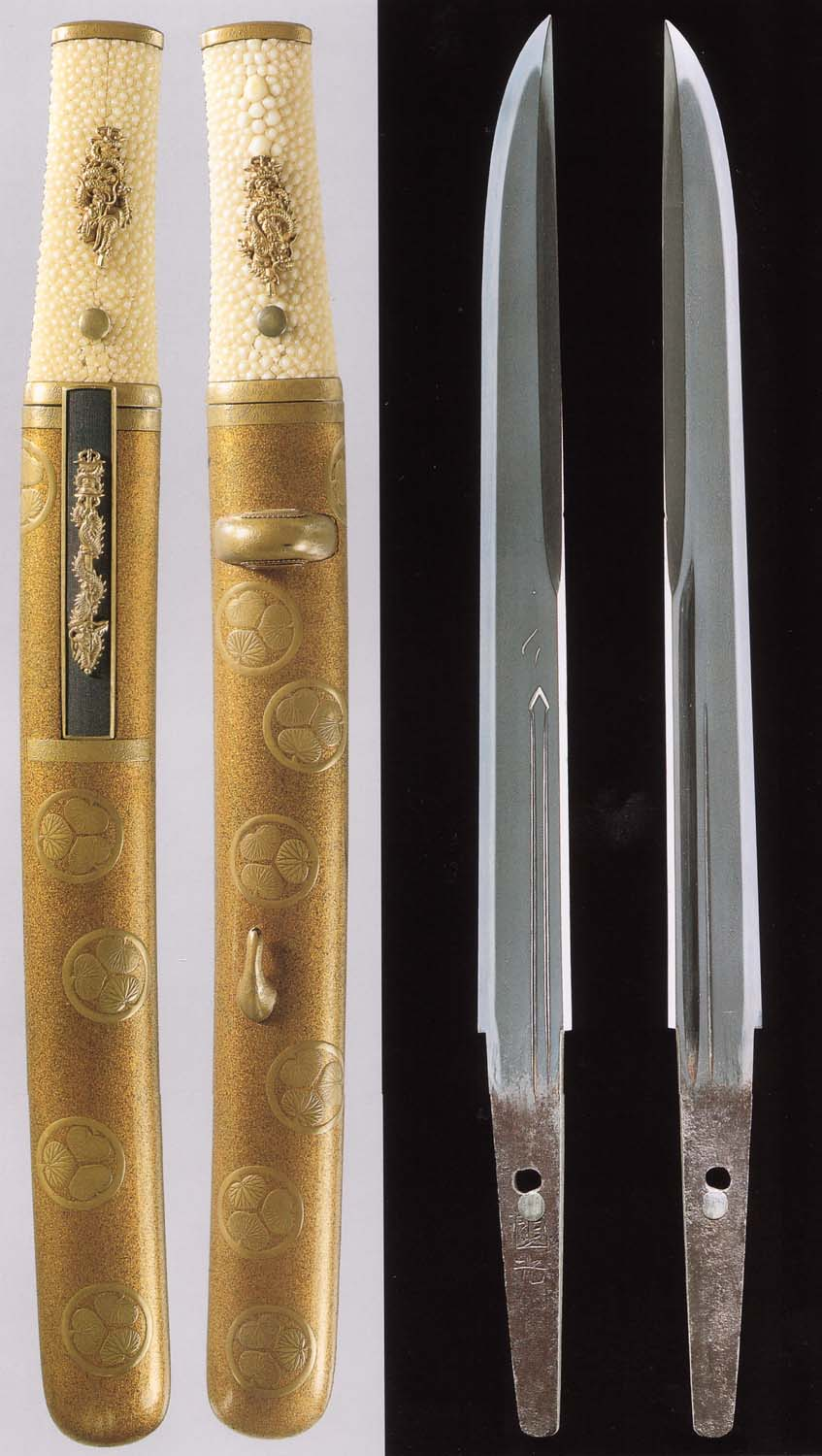
Tantó

Tantó (japonsky 短刀) je japonský nůž či dýka o délce 15 až 30 centimetrů, kterou nosil samuraj společně s tachi nebo katanou (daišó).
Obecně se má za to, že japonský meč do 1 stopy (cca 30 cm) délky je tantó, rozmezí mezi 1 a 2 stopami pokrývá wakizaši a od 60 cm délky výše se jedná o dlouhý meč tači nebo katana. Tantó je tedy nejkratší meč, v našem pojetí již dýka či nůž s čepelí dlouhou od 0,5 do 1 šaku (šaku = cca 30,3 cm).
Tuto „dýku“ mohl nosit pro svou obranu i prostý lid. Meč směl nosit pouze samuraj. Pokud samuraj musel spáchat seppuku, použil krátkého meče wakizaši, žena pak dýku tantó.